# シャクガ科
シャクガ科（シャクガか、Geometridae）はシャクガ上科に属する鱗翅目（チョウ目）の科のひとつ。シャクトリムシ（尺取り虫）は基本的に本科に属する蛾の幼虫を指す。

## 特徴
本科の最大の特徴は幼虫の腹脚が退化し、いわゆるシャクトリムシの形態をとることである。鱗翅目幼虫は基本的に第3、4、5、6腹節および第10腹節に計5対の腹脚を有するが、本科の幼虫はカバシャク亜科などのごく一部の例外をのぞき、後方の2対（第6、第10腹節の腹脚）を残して腹脚が退化する。ヤガ科の一部などにも腹脚が退化する傾向が知られるが、それらは「セミルーパー（semi-looper）」と呼ばれ、シャクトリムシ（looper）と区別される。
成虫に関しては、"ansa"と呼ばれる部位をもつ特徴的な形状の鼓膜器官が腹部の基部近くに位置することが本科の分類形質となる。

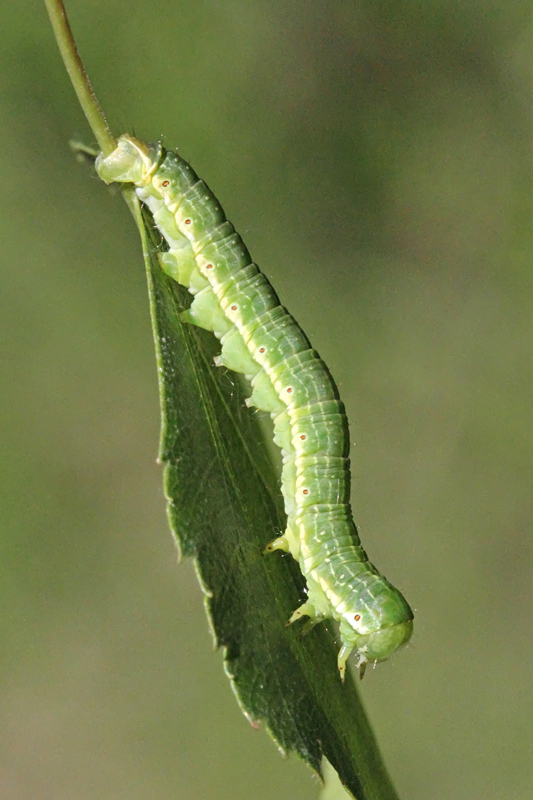
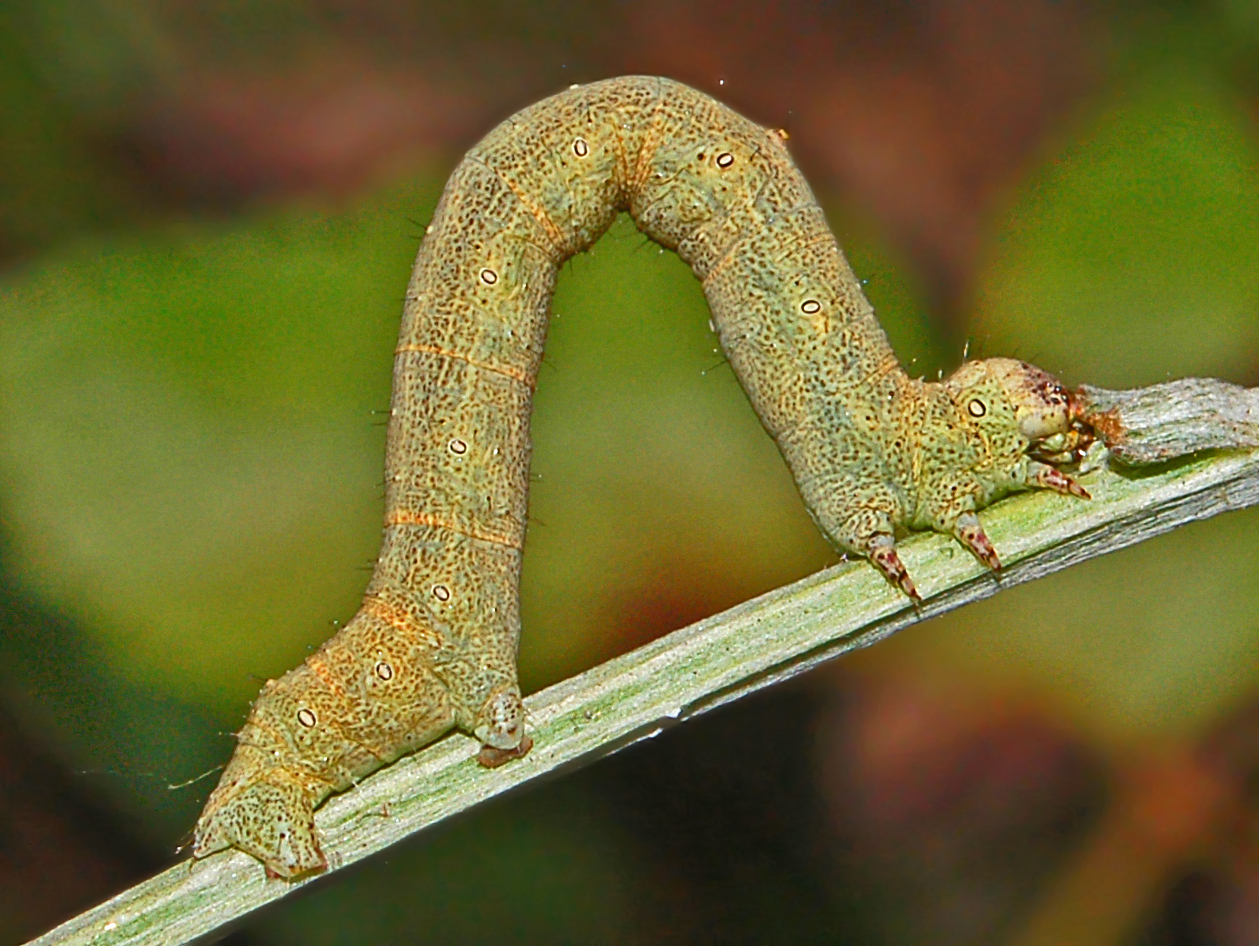
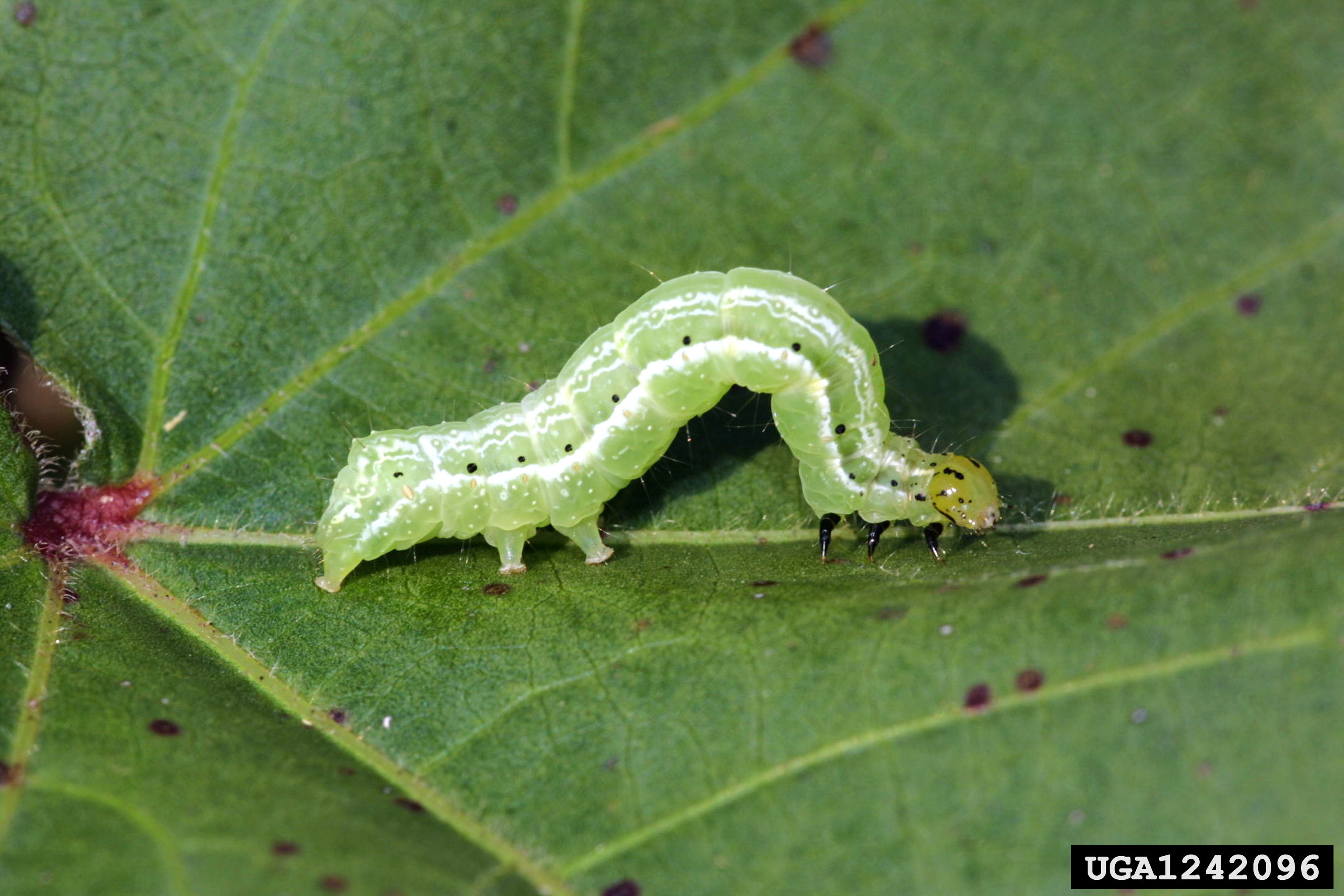

- カバシャク Archiearis parthenias 幼虫, フィンランド
例外的に腹脚を5対もつ.
前3対はやや退化する[4]
- ヨモギエダシャク Ascotis selenaria 幼虫, イタリア. 
腹脚は2対
- Pseudoplusia includens （ヤガ科キンウワバ亜科）幼虫, アメリカ
腹脚が3対のセミルーパー

## 形態と多様性

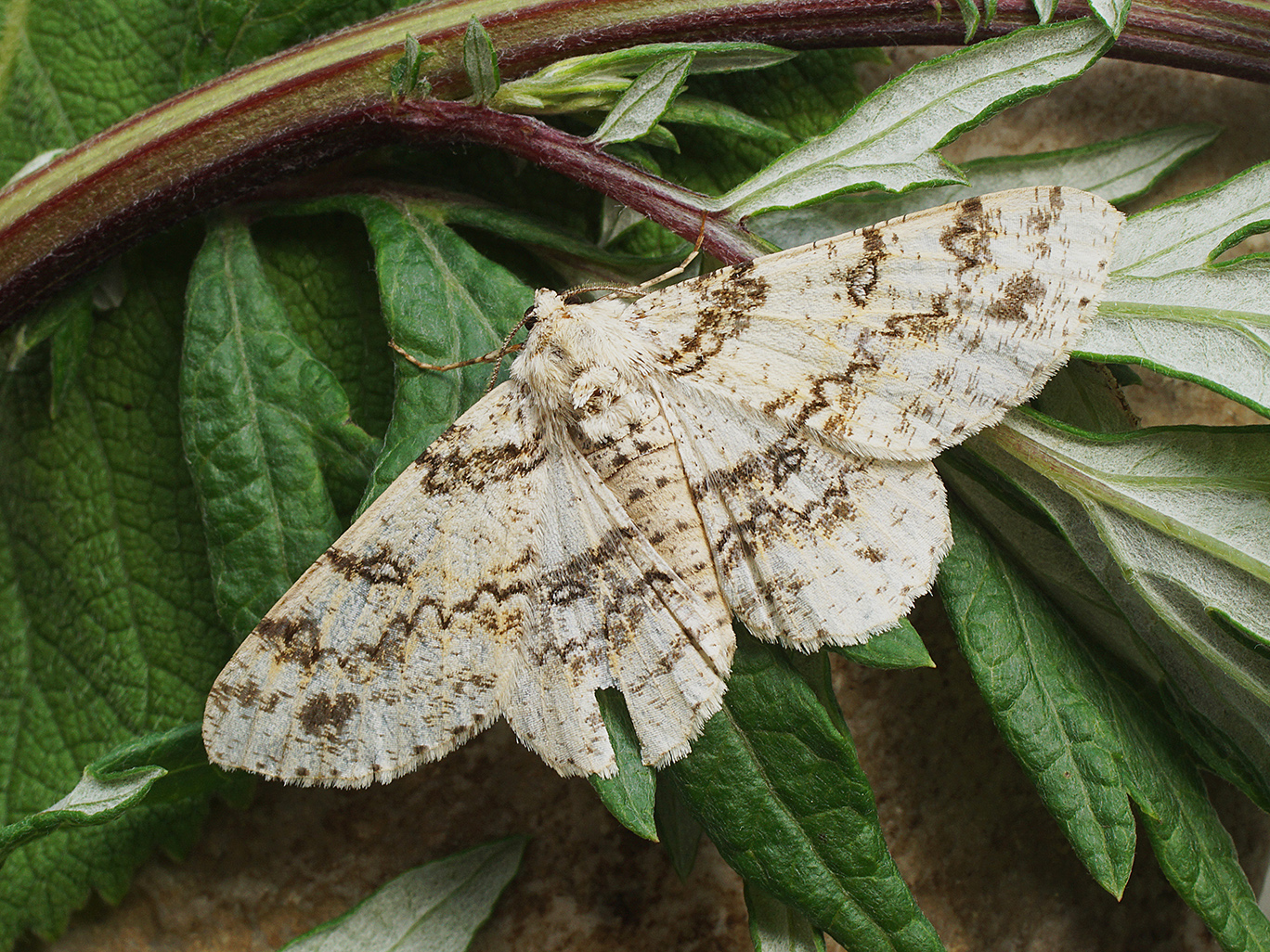

鱗翅目の中ではヤガ科（あるいは Erebidae 科）に次ぐ二番目に大きい科である。世界から24000種近くが知られ、新熱帯区で最も多様である。日本からは900種近くが報告されている。
成虫は細長い体と幅の広い翅を有する種が多い。いわゆる「冬尺」のなかま（フユシャク亜科、およびナミシャク亜科とエダシャク亜科の一部）は♀成虫の翅が著しく退化し、ときに翅を完全に喪失する種もいることで知られる。落ち葉や木肌のような地味な色彩の翅をもつ種も多いが、トラシャク Dysphania militaris やキオビエダシャク Milionia basalis のように色鮮やかな色と斑紋の翅をもつ種も含まれ、形態は多様である。
幼虫は先述したように基本的に腹脚が退化する。刺毛も基本的に目立たないが、肉質の突起が発達する種が知られる。

## 生態
本科の幼虫、シャクトリムシは腹脚の退化から特徴的な歩行を行う。まず胸部の脚を離し、体を真っ直ぐに伸ばし、その脚で基物に掴まると、今度は腹脚を離し、体の後端部を歩脚の位置まで引き付ける。この時に体はU字型になる。それから再び胸脚を離し、ということを繰り返して歩く。「尺取り虫」の呼称はこの姿が親指・人差し指で長さを測る様子を連想させることに由来する。学名の"Geometridae"、英名の"inchworm"、フランス語名の"arpenteur"なども同様の発想による。
また、シャクトリムシには静止姿勢が植物の枝や葉、新芽などに酷似する種も多くいることがよく知られる。ほかにも、アオシャク亜科の一部の幼虫は植物の破片などのゴミを背中にまとう。隠蔽擬態と思われるこれらの植物への模倣の効果が定量的に評価された例はまだ少ないが、オオシモフリエダシャク Biston betularia については、幼虫の体色にある程度の可塑性があり十数日かけてゆっくり体色を変化させ保護色としての精度を高められることが確認され、体色の変化を伴う枝への高度な擬態が鳥による捕食への対策として機能している可能性が高いことが確かめられている。
幼虫の食性は植食性で、さまざまな植物を食草として利用する広食性の種も、単一種の植物しか摂食しない単食性の種もいる。カバナミシャク属 Eupithecia においては待ち伏せ捕食（ambush predation）を行うハエトリナミシャクが複数知られる。カバナミシャク属は世界から1500近い種が記載されている巨大なグループで、鱗翅目の中でも最大の属のひとつだが、ハエトリナミシャクはハワイ諸島からしか知られていない。また、肉食性を示す鱗翅目は他にも知られるが待ち伏せ捕食者は非常に稀で、ハエトリナミシャク以外では、ボクトウガ科のボクトウガ Cossus jezoensis が樹液に集まる昆虫を捕食する可能性が示された例しか知られていない。

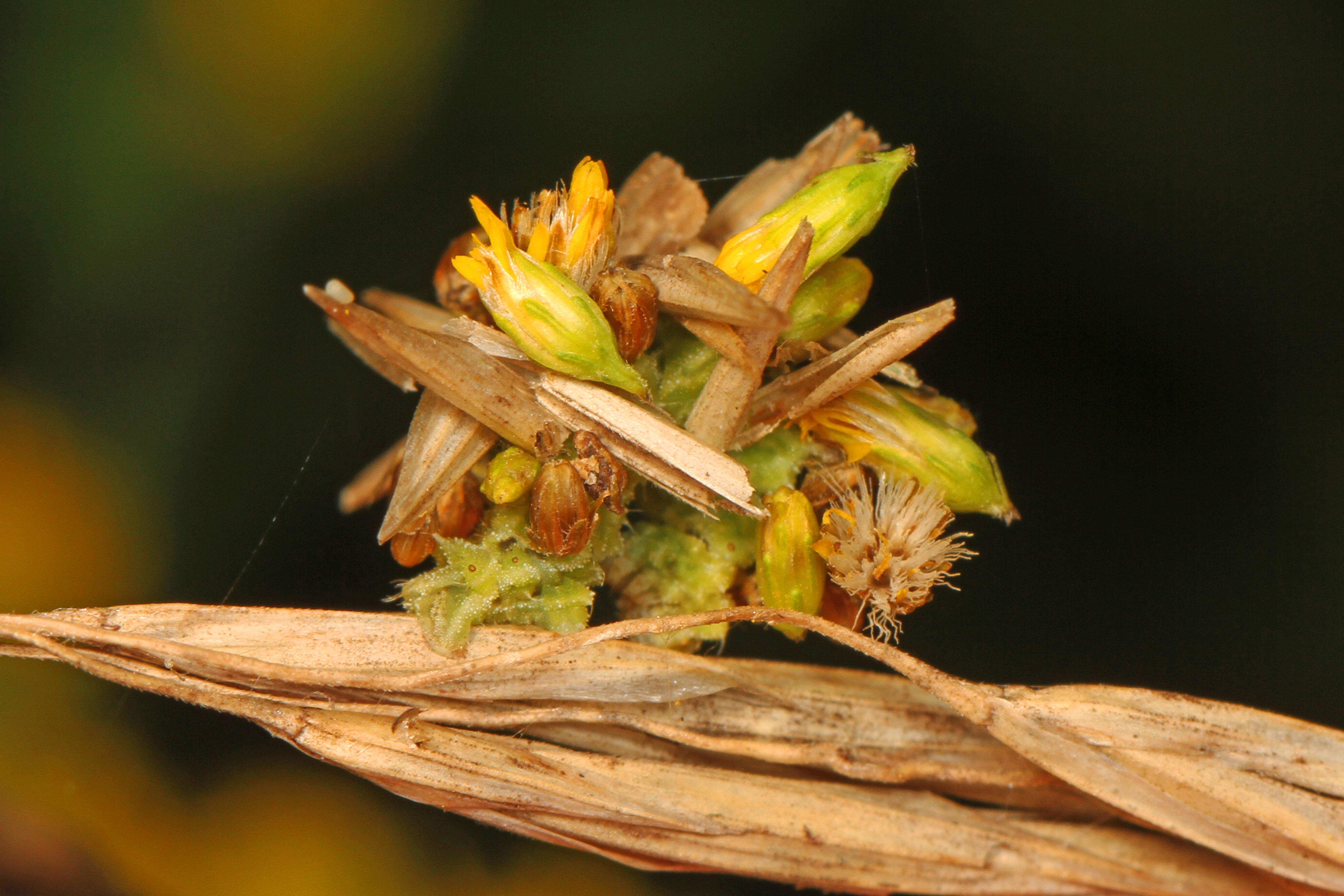
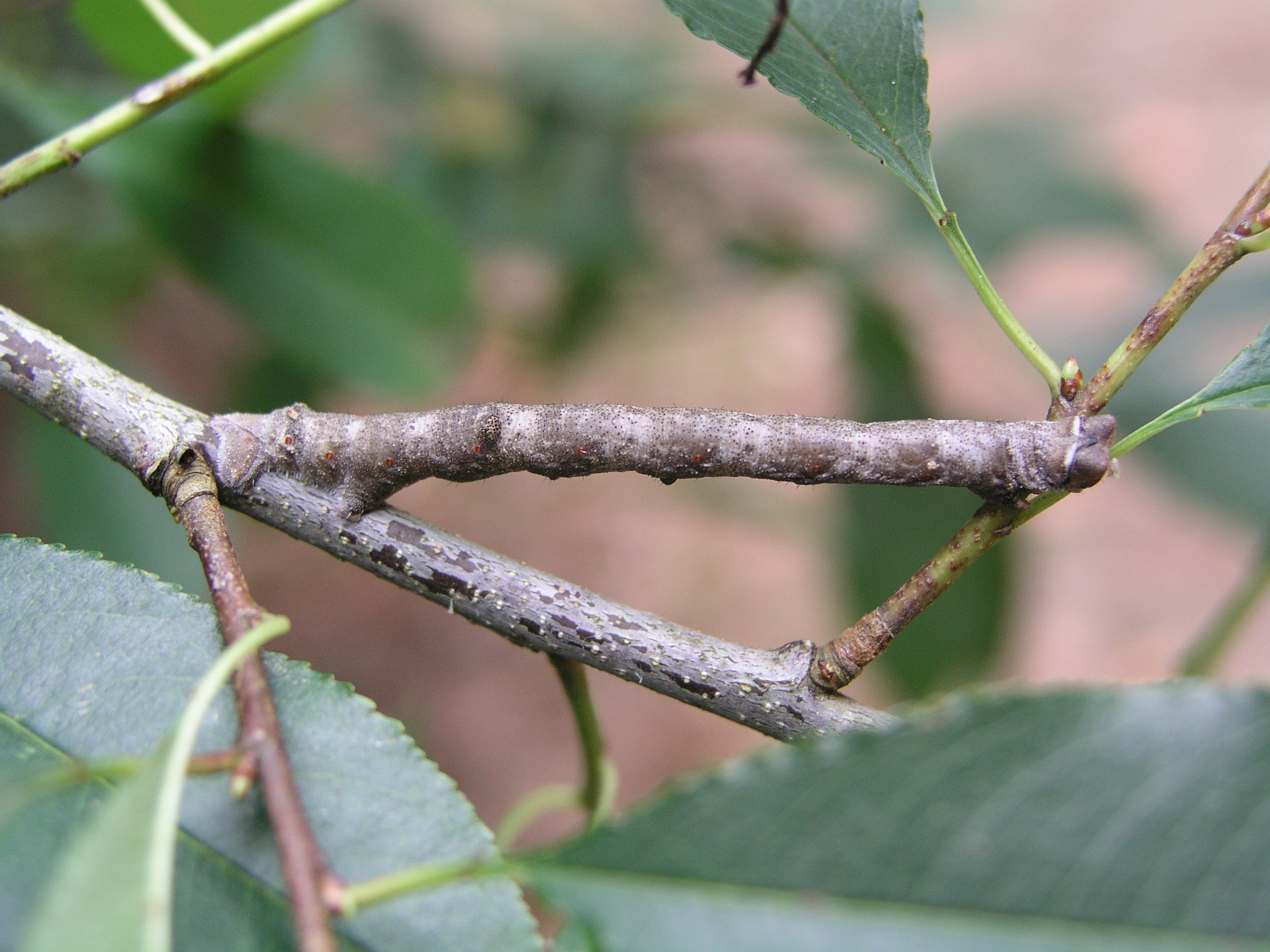
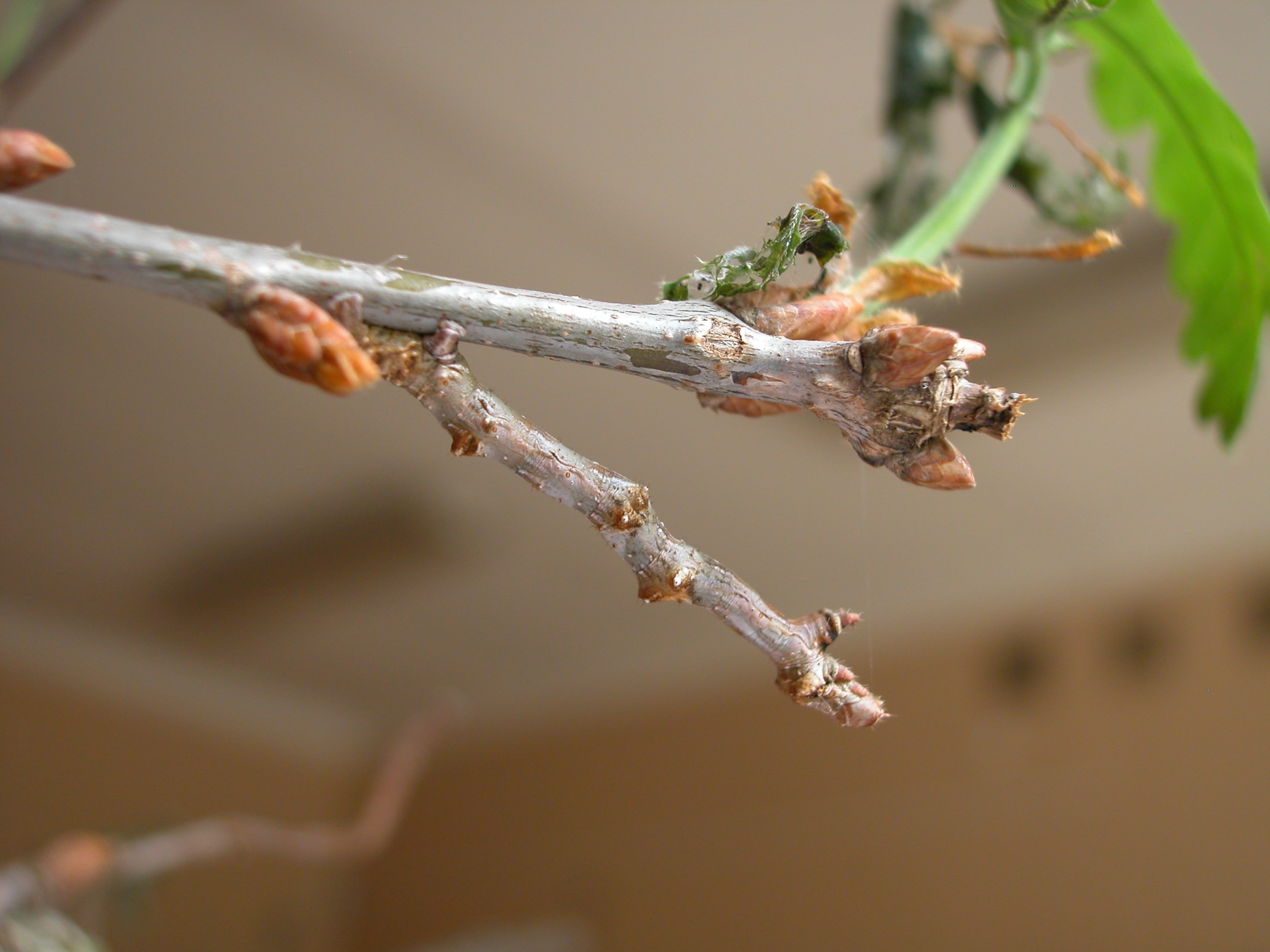

- Synchlora 属幼虫, カナダ
- オオシモフリエダシャク B. betularia 幼虫, オランダ
- シャクガ科 sp. 幼虫, ロシア

## 人間との関係
農作物や園芸植物を食草として利用する種もいるため、ときにそれらを食害する害虫として扱われることもある。たとえば、キク科やマメ科の草本からバラ科やツバキ科の木本植物まで、さまざまな植物を摂食するヨモギエダシャク As. selenaria は果樹や茶に関する農業害虫として、北米に分布する Alsophila pometaria は多くの広葉樹の葉を食害し、森林害虫として知られる。ナギやイヌマキ、ラカンマキを食害するキオビエダシャク M. basalis は、日本では九州以南でイヌマキに対する重要な害虫として扱われている。
幼虫期の姿や歩き方の面白さから、様々に関心を持たれることがある。先に紹介したように、幼虫の特徴的な歩き方は様々な言語で名前の由来となっている。中国では古くから知られ、本草書や経典などに「歩屈」や「尺蠖」の名でシャクトリムシに関する記述を見つけることができ、一部は日本にも伝わっている。日本では江戸時代の文献である大和本草や和漢三才図会、訓蒙図彙などに「尺蠖」や「蚇蠖」の名を見つけることができる。「枝と間違えてシャクトリムシに土瓶を引っ掛けて土瓶を割った」という言い伝えに由来するという「土壜割」「土瓶割り」をはじめとして、シャクトリムシをあらわすさまざまな別名が季語として知られるほか、「背丈をシャクトリムシに測られると死ぬ」という伝承が伝わる地方もあるという。
成虫が工業暗化のモデル生物としてよく知られるオオシモフリエダシャク B. betularia は本科のエダシャク亜科に属する。

## 分類
本科はながらく6亜科に分類されていたが、近年は以下の9亜科に分けることが多い。旧ホシシャク亜科（現フトシャク亜科）の分類は特に不安定であり、2019年の分子系統分析に基づく研究では新亜科を含む8つの亜科を認めているが、ホシシャク亜科 Orthostixinae の地位は不確かなままである。以下に三つの分類体系を紹介する。
| 井上(1954)                   | 一般的な9亜科                 | Murillo-Ramos et al.(2019)                |
| ---------------------------- | ----------------------------- | ----------------------------------------- |
| カバシャク亜科 Brephinae     | カバシャク亜科 Archiearinae   | カバシャク亜科 Archiearinae               |
| エダシャク亜科 Ennominae     | エダシャク亜科 Ennominae      | エダシャク亜科 Ennominae - Alsophilini 族 |
|                              | フユシャク亜科 Alsophilinae   |                                           |
| ホシシャク亜科 Oenochrominae | フトシャク亜科 Oenochrominae  | フトシャク亜科 Oenochrominae              |
|                              | ホソシャク亜科 Desmobathrinae | ホソシャク亜科 Desmobathrinae             |
|                              | ホシシャク亜科 Orthostixinae  |                                           |
|                              |                               | Epidesmiinae 亜科                         |
| アオシャク亜科 Geometrinae   | アオシャク亜科 Geometrinae    | アオシャク亜科 Geometrinae                |
| ヒメシャク亜科 Sterrhinae    | ヒメシャク亜科 Sterrhinae     | ヒメシャク亜科 Sterrhinae                 |
| ナミシャク亜科 Larentiinae   | ナミシャク亜科 Larentiinae    | ナミシャク亜科 Larentiinae                |

シャクガモドキはかつてLouis B. Proutによって本科のフトシャク亜科に分類されていたが、本科の特徴である幼虫腹脚が退化することと成虫腹部基部に鼓膜器官が存在することの両方を満たさず、Scoble (1986) によってチョウ（Rhopalocera）に再分類された。また、井上寛によってタイから記載された Pseudobiston pinratanai は暫定的にアオシャク亜科に置かれたものの当初から鼓膜器官を欠くことが指摘されており、Rajaei et al.(2015) は本種をタイプ種として Pseudobistonidae 科（シャクガ上科）を新設した。

## ギャラリー

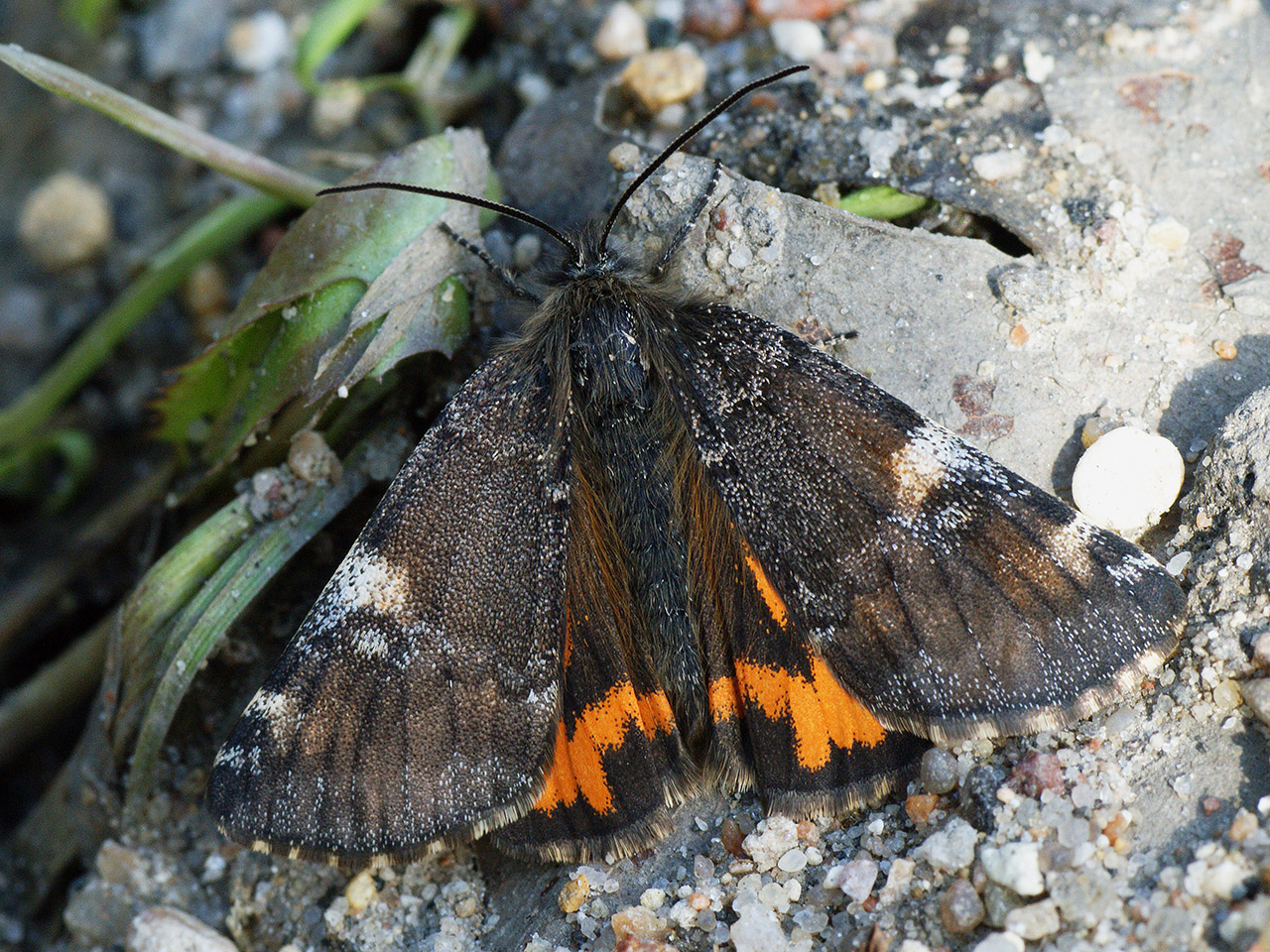
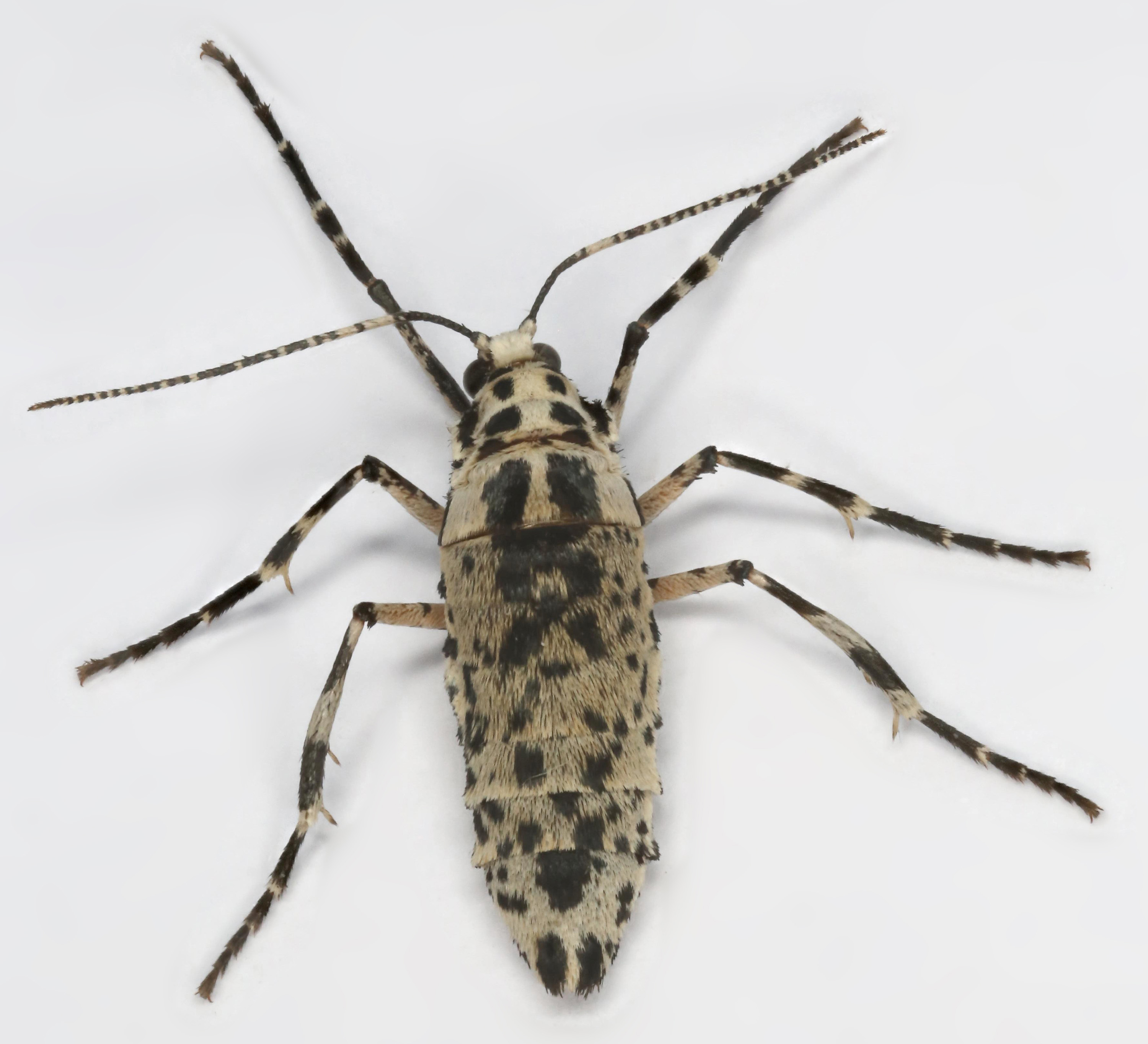
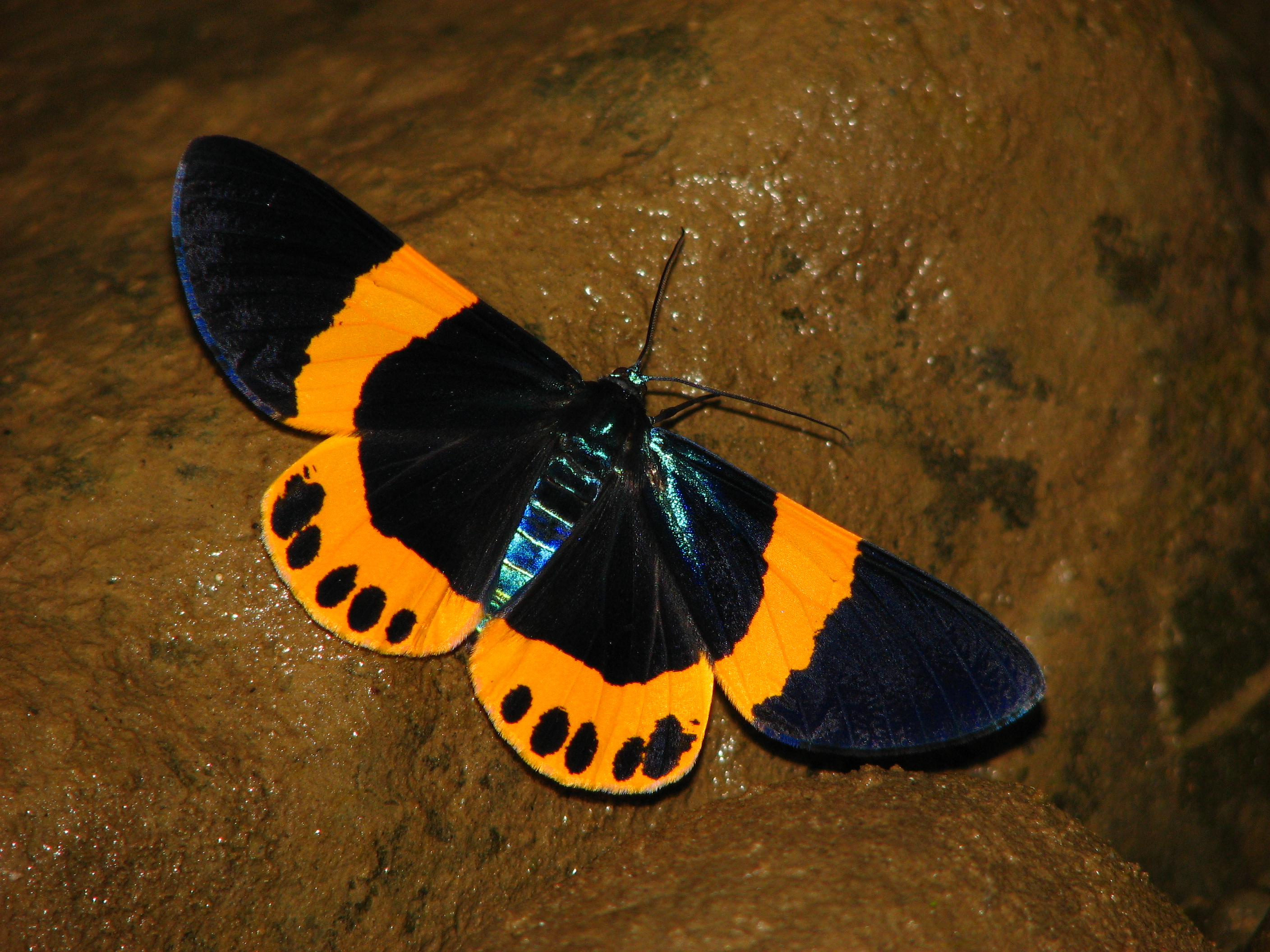
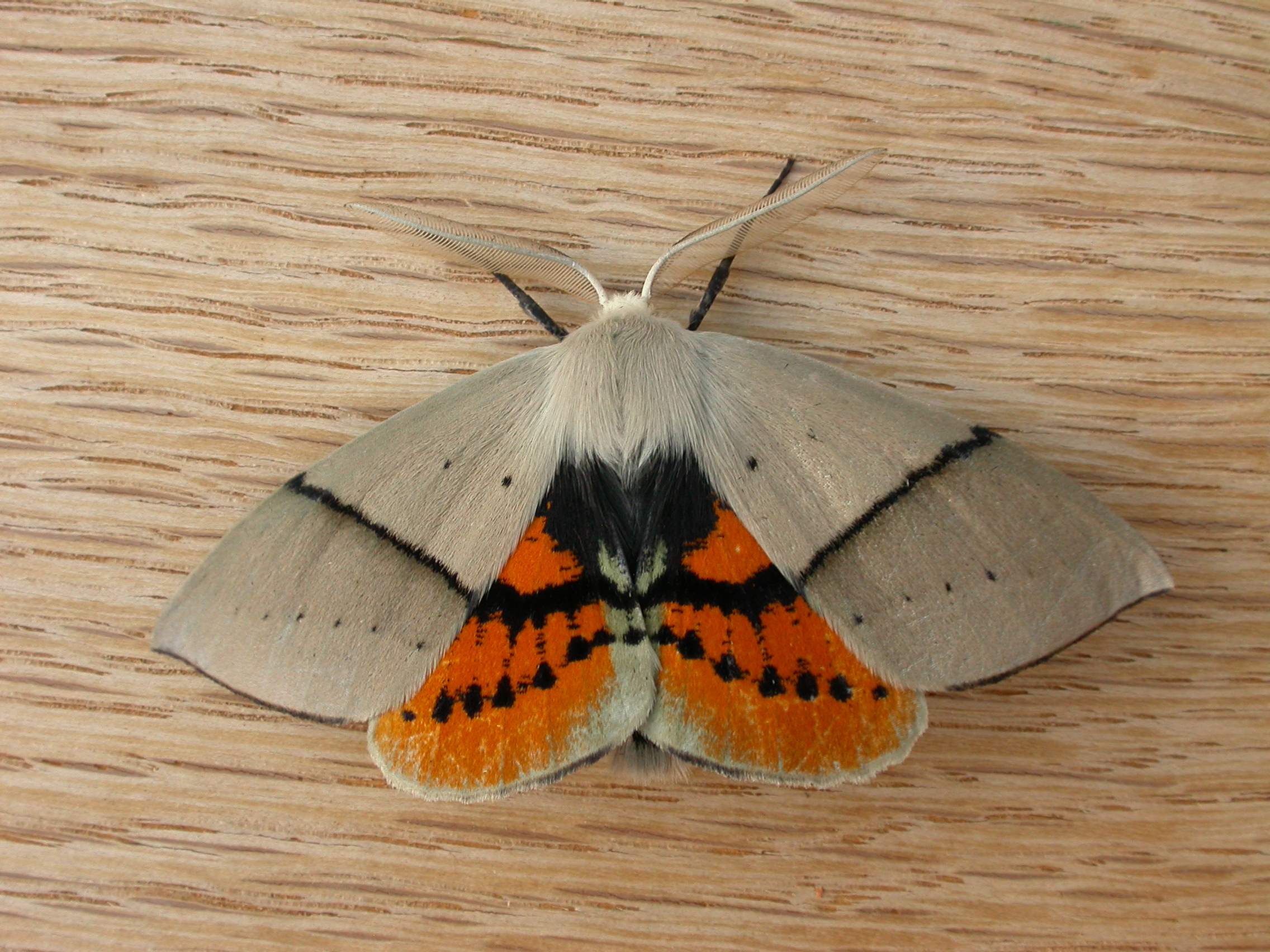
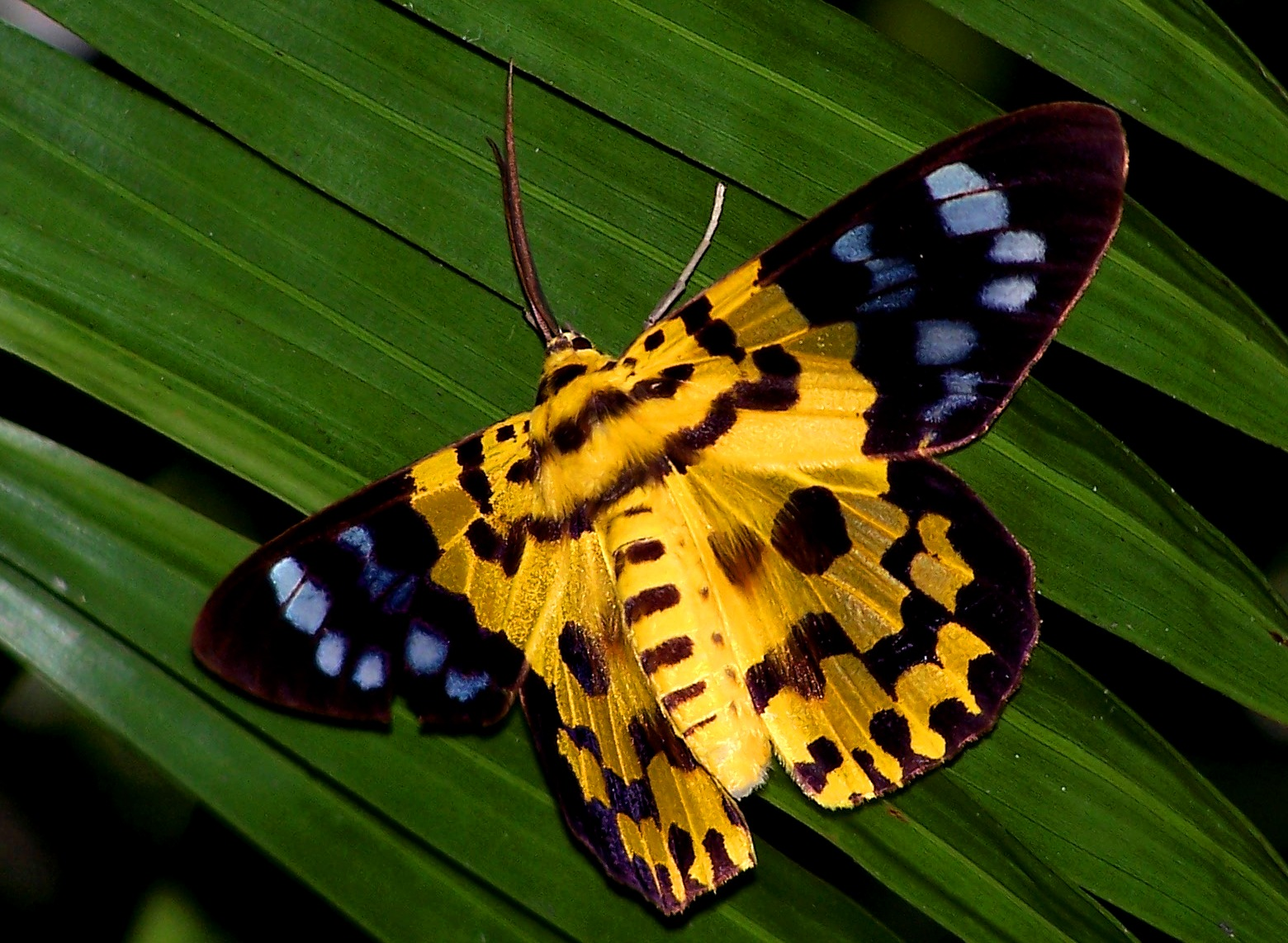
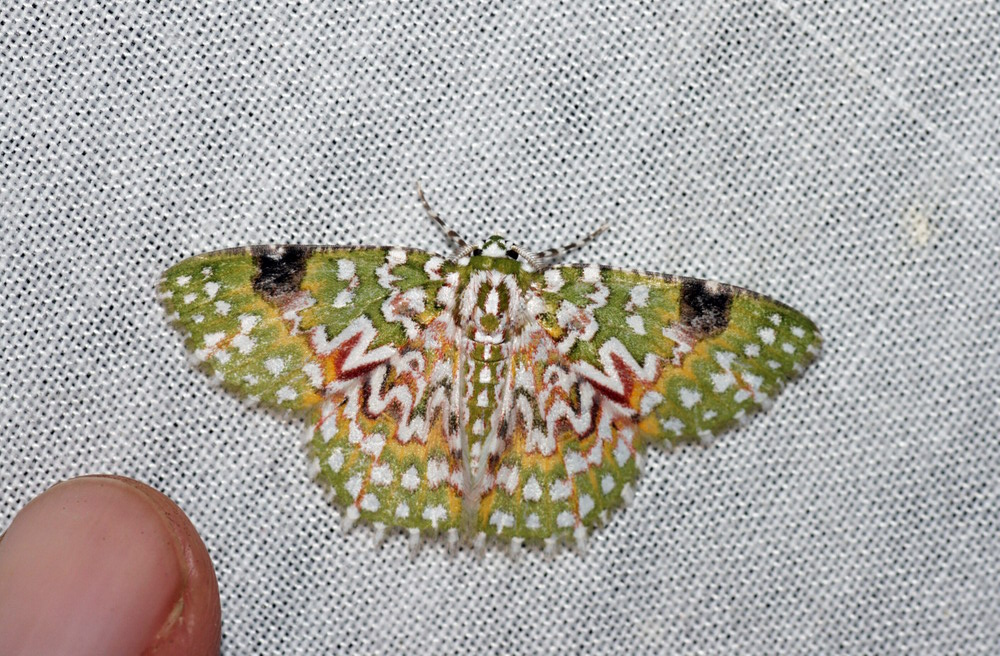
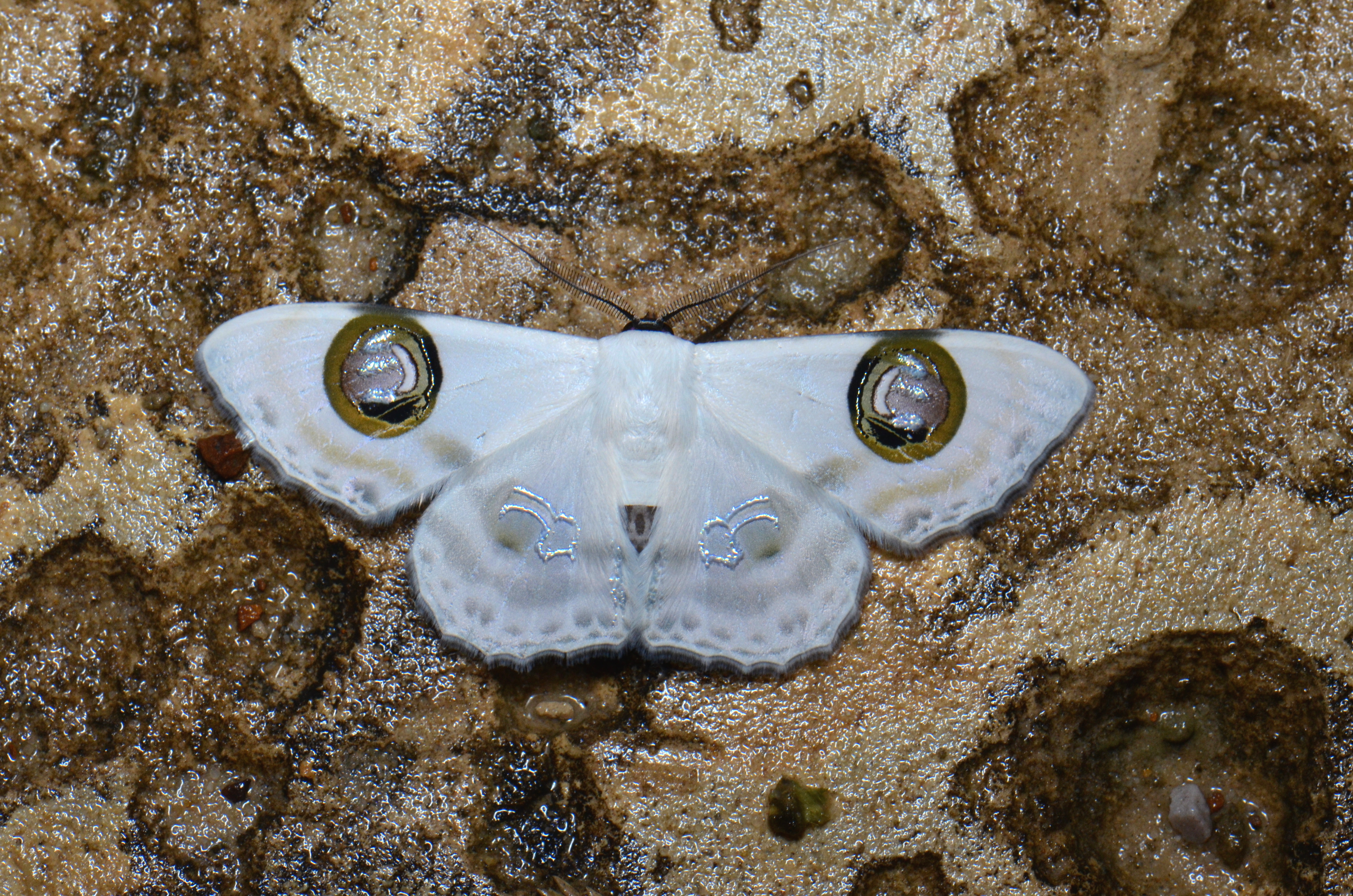
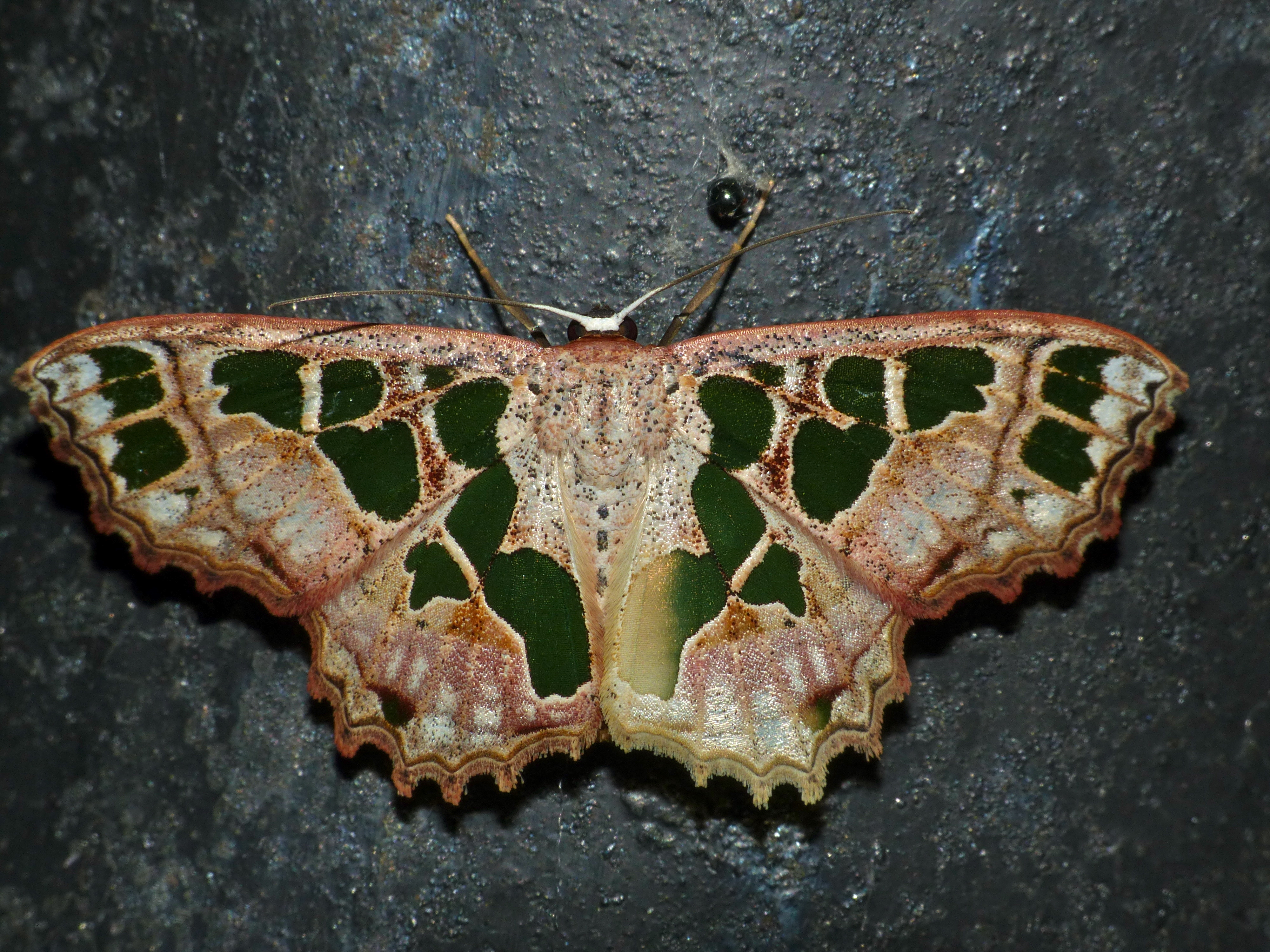
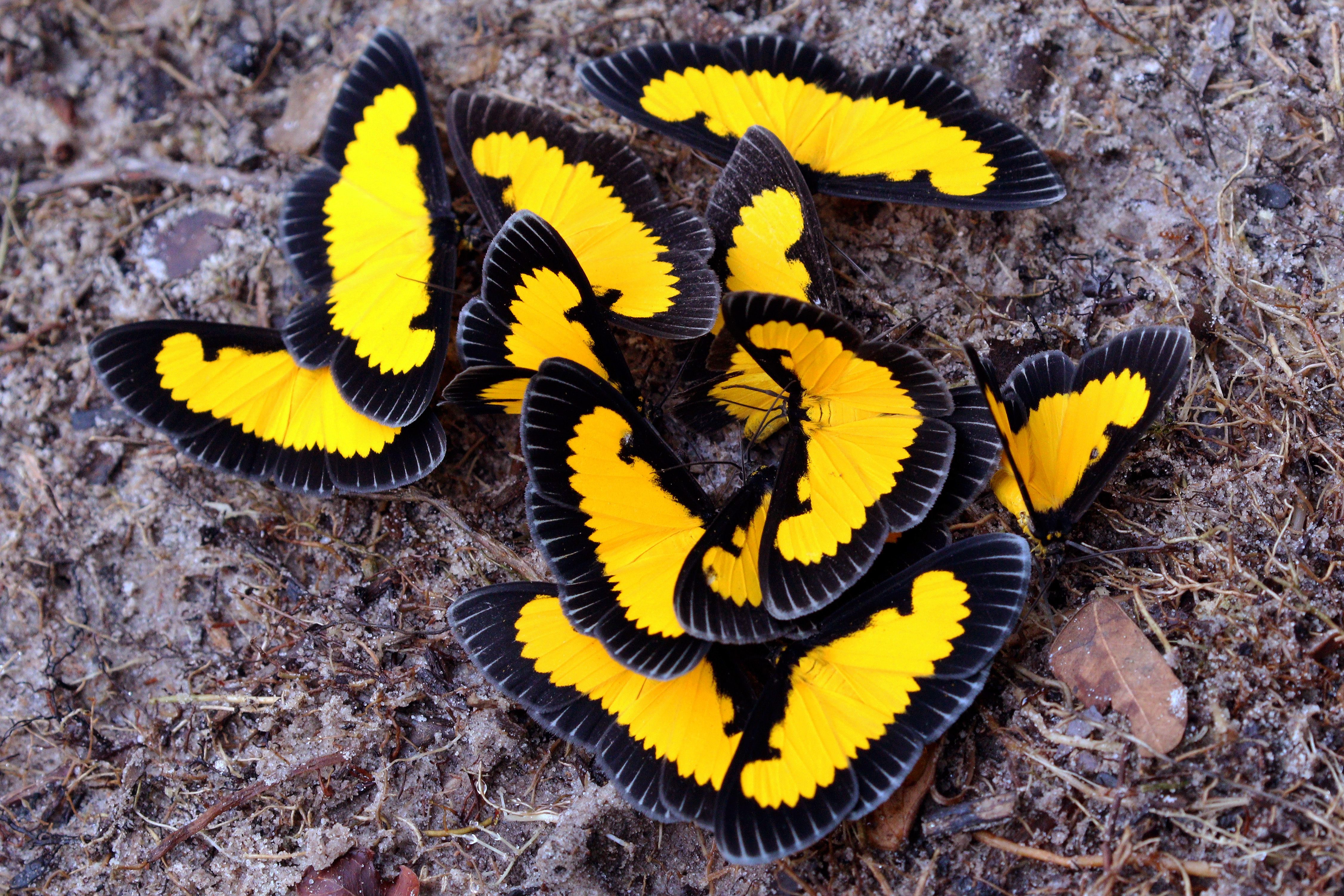
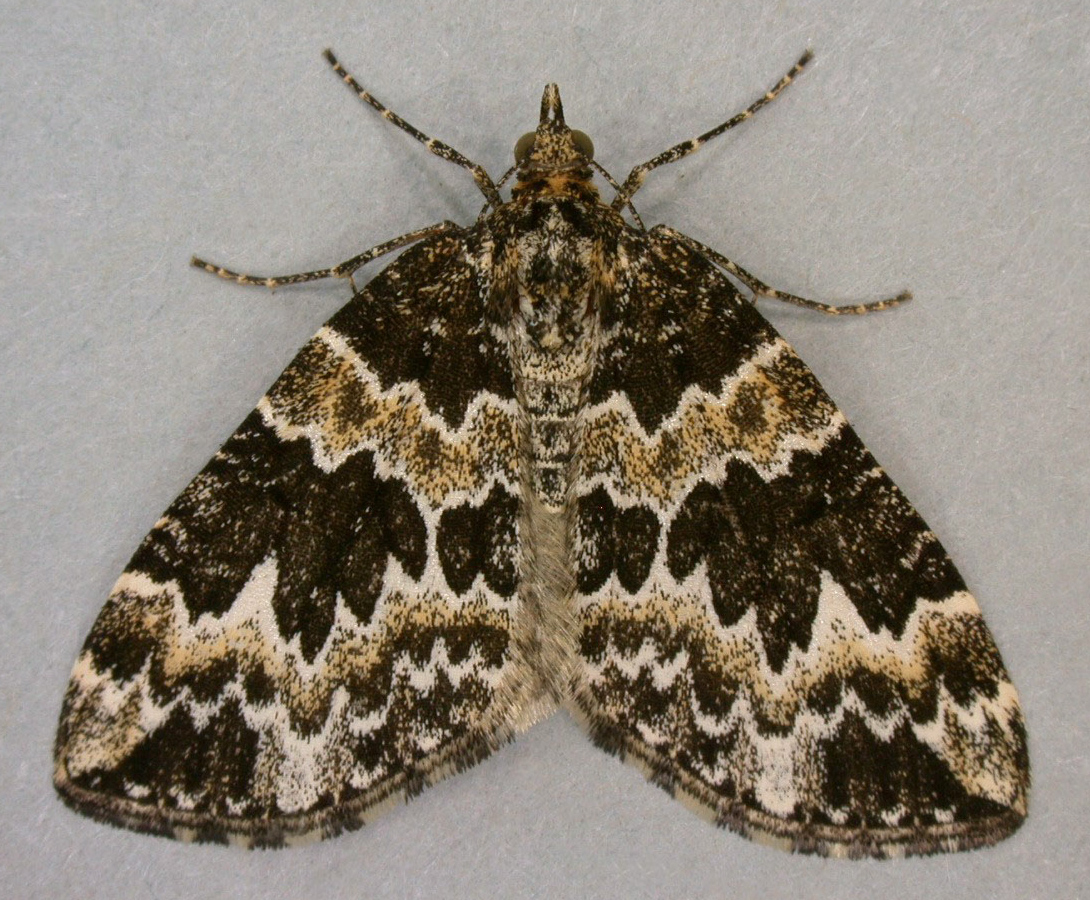
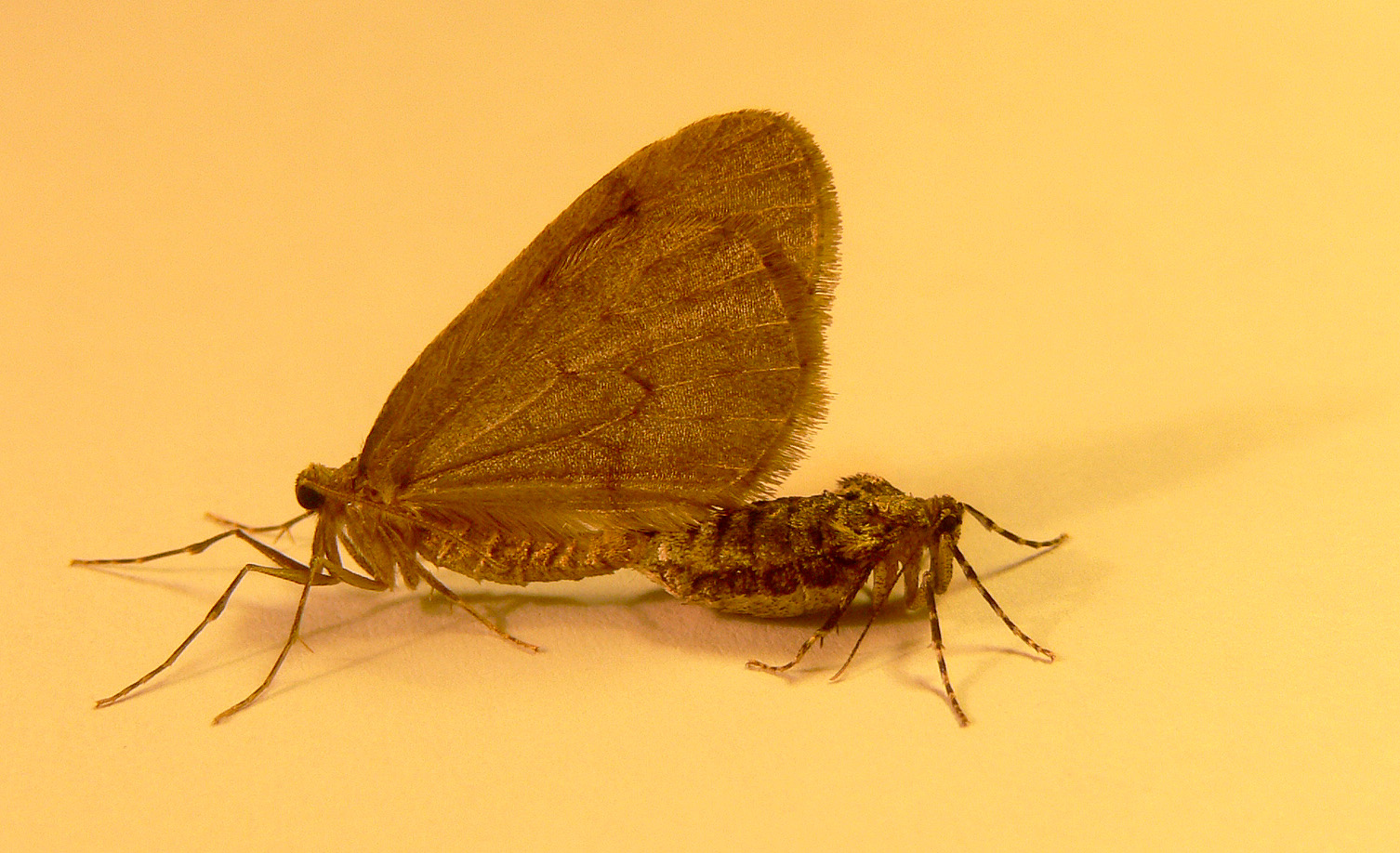

- カバシャク Ar. parthenias, ロシア
- Erannis defoliaria ♀成虫, イギリス
- キオビエダシャク M. basalis, インド
- Gastrophora henricaria, オーストラリア
- トラシャク D. militaris, 香港
- Eucyclodes gavissima, マレーシア
- Problepsis plenorbis, ロシア
- ミドリヒメシャク Antitrygodes divisaria, マレーシア
- Xanthyris flaveolata, ブラジル
- Electrophaes corylata, イギリス
- O. brumata 成虫の交尾, フランス